# Matjaž Zobec
Matjaž Zobec, pianist, pevec, glasbenik, * 17. julij 1995, Trst.

## Življenje in delo
Matjaž Zobec se je rodil v Trstu, oče Pavel, inženir in profesor, mati Erika (rojena Slama), glasbenica - flavtistka. Obvezno šolanje je opravil na slovenskih šolah v predelu Sv. Jakob v Trstu, nato se je vpisal na znanstveni licej France Prešeren iz Trsta, kjer je maturiral leta 2015. Medtem je študiral klavir, najprej na Glasbeni matici (prof. Xenia Brass), nato na tržaškem konservatoriju, kjer je leta 2017 uspešno dokončal diplomski študij na konservatoriju »G. Tartini« v Trstu pri prof. Flaviu Zaccaria in bil najboljši diplomirani pianist v tistem študijskem letu. Dve leti pozneje je zaključil magistrski študij komorne glasbe na konservatoriju "B. Marcello" v Benetkah z najvišjo oceno v razredu prof. Giovanni Battista Rigon. Istočasno se je izpopolnjeval kot korepetitor z ranimi evropskimi mojstri. Študiral je tudi igranje na orgle (prof. Enrico Perrini).
Matjaž Zobec od leta 2019 sodeluje kot glasbeni pedagog na različnih glasbenih šolah po Sloveniji: v letih 2019–20 je bil zaposlen na Konservatoriju za glasbo in balet Ljubljana (KGBL) kot dopolnilni profesor klavirja in na glasbenem oddelku Waldorfske šole Ljubljana kot klavirski korepetitor in profesor klavirja; 2020–21 je bil zaposlen na Glasbeni šoli Vrhnika kot profesor klavirja in korepetitor. V letih 2021–22 je bil zaposlen kot profesor klavirja in korepetitor na Glasbeni šoli Franca Šturma v Ljubljani, nato na Glasbeni šoli Koper kot profesor klavirja in korepetitor.
Matjaž Zobec sodeluje kot koripetitor pri različnih zborih in glasbenih skupinah, kot na primer Ženska vokalna skupina Bodeča Neža (Goriška - Italija), ki jo je vodila Mateja Černic, Dekliški zbor Igo Gruden iz Nabrežine pod vodstvom Mirka Ferlana.
Matjaž Zobec je poleg instrumentalne glasbe bil vedno zelo aktiven tudi na področju zborovske glasbe, saj je kot pevec sodeloval z različnimi zbori v Italiji in Sloveniji: začel je v cerkvenem pevskem zboru pri Sv. Jakobu iz Trsta pod vodstvom Dine Slama, nato kot dijak z Mešanim mladinskim pevskim zborom iz Trsta pod vodstvom Aleksandre Pertot, kasneje z zborom Jacobus Gallus iz Trsta pod vodstvom Marka Sancina, z Zborom Primorske univerze pod vodstvom Mirka Ferlana in z zbori Konservatorija v Trstu in Benetkah pod vodstvom Walterja Lo Nigra in Francesca Erleja. Bil je aktiven član Deželnega mladinskega zbora Furlanije Julijske krajine pod vodstvom Petre Grassi. Poje tudi v skupini Vikra z isto dirigentko in večkrat tudi v vokalni skupini Vihar.
Z nabrežinskim dekliškim pevskim zborom Igo Gruden je leta 2021 izdal CD ploščo The fairy way - Začarana pot.
Leta 2015 je kandidiral za rajonski svet v občini Trst za edino slovensko stranko v Italiji SSk - Slovensko skupnost in bil tudi izvoljen.